# Вазін Георгій Андрійович
Вазін Георгій Андрійович (* 21 лютого 1940, Долинська Кіровоградської області — † 4 січня 2002, Херсон) — український диригент.Народний артист Української РСР (1990).
У 1966 році закінчив факультет військових диригентів Московської державної консерваторії ім. Чайковського.
В 1966–1972 роках служив диригентом військових оркестрів в військових частинах колишнього СРСР й за кордоном — Німеччина, Чехословаччина.
Протягом 1972–1982 років — диригент симфонічного оркестру Херсонського музичного училища і художній керівник камерного оркестру «Гілея» Херсонської філармонії. В Херсонській філармонії працював з 1976, завдяки його зусиллям створений камерний оркестр «Гілея».
Творчий колектив, який очолював Вазін 25 років, був одним із найкращих камерних оркестрів України, лауреат першого республіканського конкурсу камерних оркестрів у 1978 році. Оркестр виконував твори серед інших і українських композиторів — А. Дичка, С. Станковича, І. Шамо, В. Бібіка.
Професор Херсонського державного університету, виховав плеяду послідовників. У 1991 році матеріали про Вазіна за популяризацію національного музичного мистецтва включено до експозицій лондонського Міжнародного музею музики серед найкращих музикантів світу, у 2000 році — в «Золоту книгу України — 2000».
1998 року кандидував на виборах до ВРУ по списках НРУ.
Був головою Херсонського відділення музичної Спілки України ім. Леонтовича.

## Вшанування пам'яті
У місті Херсон провулок Вахтангова перейменували на провулок Георгія Вазіна.